# Aeroporto di Cattavia
L'aeroporto di Cattavia (dal nome del paese vicino) fu un campo di manovra militare costruito verso la fine degli anni trenta sull'isola di Rodi, quando questa era parte del Dodecaneso italiano.

## Storia
La struttura di Cattavia fu costruita nel 1937 nell'omonima piana che era stata bonificata da coloni italiani negli anni venti ed aveva la codifica militare 805. Consisteva in una semplice pista d'atterraggio in macadam allestita come scalo alternativo agli aeroporti di Marizza e Gadurrà in caso di attacco nemico ed in previsione di un eventuale ulteriore dispiego di forze da parte della Regia Aeronautica nel sud dell'isola. Dipendeva dal Comando Aeronautica Egeo di Rodi e fino all'inizio degli anni quaranta era guarnito solo da pochi avieri. Come deposito materiali venne utilizzata una vecchia fabbrica di seta abbandonata che si trova accanto al campo di manovra.

## La guerra
I primi mezzi arrivarono nei primi giorni del febbraio del 1941 con la dislocazione della 223ª Squadriglia composta da Savoia-Marchetti S.M.81 da Marizza. Con l'arrivo dei primi aerei seguì a pochi giorni, la notte del 13 febbraio, un bombardamento da parte di quattro Vickers Wellington della RAF. Il 25 febbraio del 1941 l'isola di Castelrosso venne attaccata da incursori britannici che cercarono di occupare l'isola e quattro S.M.81 decollarono da Cattavia per bombardare gli invasori contribuendo alla difesa italiana mentre un quinto S.M. che si trovava in ricognizione fu colpito al motore e fu costretto ad ammarare di fronte all'isola. La notte del 12 marzo l'aeroporto subì un secondo attacco da parte dei bombardieri britannici. Nel maggio dello stesso anno arrivò la Luftwaffe con dei Dornier Do 17 ed usò il campo di Cattavia per le sue incursioni per la battaglia di Creta. L'aeroporto fu attivo fino ai primi mesi del 1943 quando si decise di chiudere la struttura. Prima di abbandonare l'aeroporto gli italiani resero la pista inutilizzabile piazzando diverse bombe aeronautiche nella pista e facendole saltare a distanza.

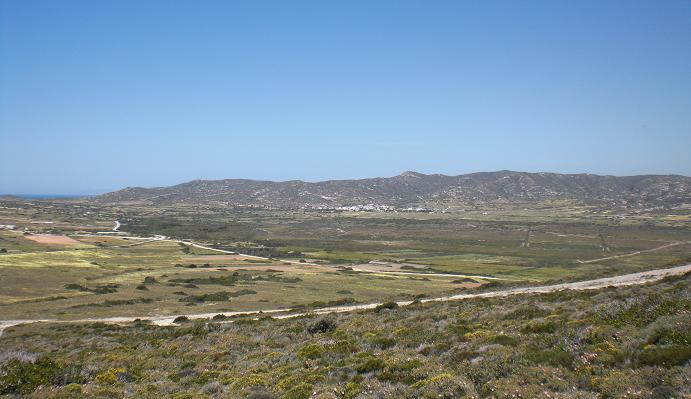
La conca di Cattavia con l'area dell'aeroporto.

## Oggi
La pista è facilmente individuabile dalle immagini satellitari ma è appena distinguibile dalle colline circostanti. Si presenta con una serie di profondi crateri lungo l'asse della pista, di diametro tra i 6 m ed i 10 m, ed è parzialmente ricoperta da arbusti e vegetazione. La pavimentazione in macadam ancora presente versa in pessimo stato di conservazione come la vecchia fabbrica di seta usata come deposito materiali. L'area viene occasionalmente usata dall'esercito greco per manovre addestrative.